# Grinnell (Kansas)
Grinnell és una població dels Estats Units a l'estat de Kansas. Segons el cens del 2000 tenia 329 habitants.

## Demografia
Segons el cens del 2000, Grinnell tenia 329 habitants, 149 habitatges, i 87 famílies. La densitat de població era de 254,1 habitants/km².
Dels 149 habitatges en un 19,5% hi vivien nens de menys de 18 anys, en un 51,7% hi vivien parelles casades, en un 4% dones solteres, i en un 41,6% no eren unitats familiars. En el 39,6% dels habitatges hi vivien persones soles el 28,2% de les quals corresponia a persones de 65 anys o més que vivien soles. El nombre mitjà de persones vivint en cada habitatge era de 2,21 i el nombre mitjà de persones que vivien en cada família era de 2,98.
Per edats la població es repartia de la següent manera: un 22,5% tenia menys de 18 anys, un 7,6% entre 18 i 24, un 19,5% entre 25 i 44, un 21,6% de 45 a 60 i un 28,9% 65 anys o més.
L'edat mediana era de 45 anys. Per cada 100 dones de 18 o més anys hi havia 105,6 homes.
La renda mediana per habitatge era de 35.833 $ i la renda mediana per família de 41.750 $. Els homes tenien una renda mediana de 27.167 $ mentre que les dones 21.500 $. La renda per capita de la població era de 20.056 $. Entorn del 9,2% de les famílies i el 8,2% de la població estaven per davall del llindar de pobresa.

## Poblacions més properes
El següent diagrama mostra les poblacions més properes.